# Tomba QV68
QV68 és la tomba de Meritamon, filla i Gran esposa reial de Ramsés II, de la dinastia XIX. Es troba a la Vall de les Reines, a la riba oest del Nil, a Egipte.
Jean-François Champollion i Karl Richard Lepsius es referiren a aquesta tomba, i més tard l'excavà Ernesto Schiaparelli, director del Museu Egipci de Torí.
Lepsius la descrigué breument, i la classificà al número 12 de la seua llista.

## Descripció
La tomba es compon d'un vestíbul, una cambra lateral i una altra de funerària. La sala principal conté diverses escenes amb déus. Meritamon apareix davant Neit, Thot, Ra-Horakti i Hathor. Es mostra consagrant els cofres de Mehet davant d'Osiris i Hathor, que hi apareixen asseguts. Les inscripcions identifiquen la reina amb els títols d'"Osiris, Filla del rei, Gran esposa reial, Senyora de la Dues Terres, llarga vida a Meritamon". Se'n diu que «duu un cofre de roba, eternament; i el consagra tres vegades» (sic).
Altres escenes mostren la difunta fent ofrenes a Khnum i oferint dos atuells a Ptah.
Meritamon fou enterrada en un sarcòfag de granit roig que actualment es troba al Museu de Berlín (15274). Les inscripcions la identifiquen com la "(Filla del rei), Gran (esposa reial), Senyora de les Dues Terres, Meritamon, justificada"; i com a "Osiris, la Filla del rei i estimada per ell, Gran esposa reial, Senyora de les Dues Terres, Meritamon, justificada".